# Argiolaus lasius
Argiolaus lasius är en fjärilsart som beskrevs av Suffert 1904. Argiolaus lasius ingår i släktet Argiolaus och familjen juvelvingar. Inga underarter finns listade i Catalogue of Life.